# Salamandrella tridactyla
Espèce
Synonymes
- Salamandrella keyserlingii var. tridactyla Nikolskii, 1905
- Salamandrella keyserlingii var. kalinowskiana Dybowski, 1928

Salamandrella tridactyla est une espèce d'urodèles de la famille des Hynobiidae.

## Répartition
Cette espèce est endémique du kraï du Primorie en Russie. Elle se rencontre dans le bassin de l'Oussouri.
Sa présence est incertaine en Corée du Nord et dans le nord-est de la Chine.

## Publication originale
- Nikolski, 1905 : Les reptiles et les amphibiens de l'Empire de Russie. Mémoires de l'Académie Impériale des Sciences de St. Pétersbourg. sér. 8, vol. 17, p. 1-518.